# Werner Dubois
Karl Werner Dubois (Wuppertal, 26 febbraio 1913 – Münster, 22 ottobre 1971) è stato un militare tedesco, SS-Scharführer tedesco coinvolto nell'Aktion T4 e nell'Aktion Reinhardt.

## Biografia
Figlio di un tipografo, crebbe con la nonna poiché il padre era stato gravemente ferito nella prima guerra mondiale. Dopo un apprendistato nel settore agricolo, lavorò a Francoforte sull'Oder. Dopo l'adesione alle Sturmabteilung nel 1933 e sette mesi di servizio al lavoro nel Reich, tornò al lavoro nuovamente nell'agricoltura.
A metà degli anni Trenta si unì al Nationalsozialistisches Kraftfahrkorps, il corpo di guida motorizzato nazionalsocialista (NSKK). Dopo aver completato un corso come assistente istruttore di guida, si candidò senza successo presso la Leibstandarte SS Adolf Hitler. Nel 1936 entrò a far parte della scuola di automobilismo "Ostmark" e dall'inizio di gennaio del 1937 fu impiegato nello squadrone di veicoli a motore delle SS-Totenkopfverbände Brandenburg come autista e meccanico presso il comando del gruppo di Oranienburg e dal marzo 1938 nel campo di concentramento di Sachsenhausen dove fu impiegato anche come guardia del campo.
Entrò nelle SS nel 1937, fece domanda di adesione al NSDAP il 15 giugno 1937 e fu accettato retroattivamente al 1º maggio dello stesso anno (nº 5.229.440). Nel 1941 sposò la dipendente del programma T4 Edith Fischer, la cui madre era anch'essa una dipendente del T4. Divorziò nel 1951 ed ebbe due figli. Dubois morì a Münster nel 1971.

## Aktion T4 e Aktion Reinhardt
Nel 1939, Dubois fu trasferito al programma Aktion T4, addetto a bruciare i cadaveri e come autista degli autobus Gekrat per il trasporto di cadaveri e urne verso i centri di sterminio di Bernburg, Hadamar, Brandenburgo e Grafeneck.
Dopo essere stato trasferito al programma Aktion Reinhard, nell'aprile 1942 fu inviato al campo di sterminio di Belzec dove lavorò nelle camere a gas e fu responsabile del trasporto del cibo come autista. Dopo la liquidazione del campo di Belzec, dal giugno 1943 fu inviato nel campo di sterminio di Sobibór. Qui svolse le mansioni legate alla rampa della selezione e nell'ospedale, fu impiegato nelle fosse della fucilazione e nel commando forestale (Waldkommando) per l'organizzazione del materiale mimetico per il campo. Quando cinque prigionieri del Waldkommando riuscirono a fuggire, Dubois era al comando. Durante la rivolta dei prigionieri a Sobibor del 14 ottobre 1943, Dubois fu gravemente ferito e quindi inviato all'ospedale militare di Chelm Lubelski per una lunga convalescenza.

## In Italia
Dopo il termine dell'Aktion Reinhardt, nel gennaio 1944 Dubois fu trasferito a Trieste nella Zona d'operazioni del Litorale adriatico, come la maggior parte del personale dell'Aktion Reinhardt prima di lui. Entrò nel Sonderabteilung Einsatz R, gruppo responsabile dello sterminio degli ebrei, della confisca delle proprietà ebraiche e anche della lotta ai partigiani. Con l'avvicinarsi della fine della guerra, le unità del Sonderabteilung Einsatz R si ritirarono dall'Italia settentrionale, alla fine di aprile 1945 Dubois tornò in Germania.

## Nel dopoguerra
Dopo la fine della guerra, fu prigioniero di guerra americano dal maggio 1945 al dicembre 1947. Trovò lavoro come fabbro, si risposò ma non ebbe figli.
Nel processo di Belzec dell'agosto 1963, Dubois e altri sette imputati furono processati davanti al Tribunale regionale di Monaco di Baviera. Fu messo in custodia cautelare nel gennaio 1964, anche se in tribunale dichiarò di non aver subito minacce di morte. Lasciò una testimonianza dove dichiarò di essere stato costretto da Christian Wirth a sparare a sei ebrei che non erano più in grado di camminare: per Dubois, che aveva prestato personalmente giuramento ad Adolf Hitler, quell'ordine era legge. Nel processo di Sobibor del 1966, Dubois fu condannato a tre anni di carcere per aver favorito l'omicidio congiunto di almeno 15 000 persone. Dubois, morì prematuramente a Münster il 22 ottobre 1971, all'età di 58 anni.